# 눈가리개

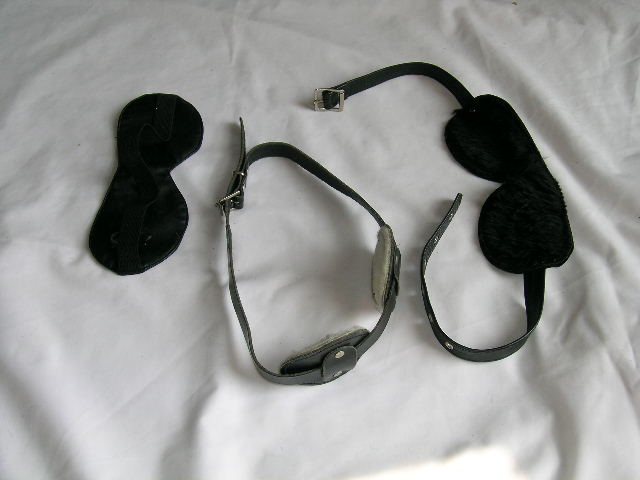
눈가리개의 모습.

눈가리개는 눈 부분을 덮는 도구를 일컫는다. 착용자의 시력을 무력화하기 위해 눈을 가리기 위해 머리에 묶는 천이다. 적절하게 장착된 눈가리개는 눈을 뜬 상태에서도 시야를 차단하지만 잘못 묶거나 속이는 눈가리개는 착용자가 눈가리개를 통해 주변을 볼 수 있다.

## 용도
눈가리개는 다양한 용도로 사용할 수 있다.
- 수면 마스크: 취침 시, 특히 비행기 여행 중이거나 낮에 잠을 자는 사람들을 위해 빛을 차단하여 사용자가 더 깊은 수면을 취할 수 있도록 한다. 또한 자기 공명 영상(MRI) 환자의 밀실 공포증을 완화할 수 있다.
- 핀 더 테일 온 더 동키(Pin the Tail on the Donkey)와 같은 어린이 게임 및 피냐타를 칠 때.
- 무술과 역도를 하는 동안 촉각이나 청각과 같은 다른 감각에 대한 의존을 장려하기 위해.
- 명상의 감각 박탈 도구로, 외부 이미지보다는 자신에게 주의를 집중하기 위해.
- 납치피해자, 인질, 수감자 등이 장소나 사람을 특정하지 못하게 하기 위해.
- 건강상 또는 미용상의 이유로 맹인의 눈을 가리기 위해. (선글라스 발명 이후로 이것은 훨씬 덜 일반적이다.)
- 마술의 소품으로 사용하기 위해. 일반적인 속임수 중 하나는 눈을 가린 연기자가 운전과 같이 시력이 필요한 작업을 수행하는 것이다.
- 오리엔테이션 및 이동성 전문가의 교육 중에 실명을 시뮬레이션하는 데 도움이 되므로 실명에 대한 공감적 이해를 개발하고 다른 감각에 의존하여 환경을 파악하고 자유롭고 독립적으로 이동하는 방법을 배운다.
- 사형 집행 중에는 피고인이 자신의 처형을 볼 수 없어 당황할 가능성이 낮아지므로 피고인을 긴장을 풀고 진정시키기 위해.
- 성적 활동에는 눈가리개가 포함될 수 있다. 그들은 깃털로 만들 수 있고 참신한 "본디지 키트"에서 수갑과 함께 판매할 수 있다. 침실에서 이미 발견된 많은 즉흥적인 물품들은 특별한 장비를 미리 구입하거나 준비하지 않고도 그러한 용도로 사용할 수 있다.

눈가리개를 사용하면 소리, 냄새 및 신체 접촉에 주의를 집중하여 착용자의 나머지 감각을 향상시키는 것으로 알려져 있다. 이 증가된 인식은 예상할 수 있는 것을 볼 수 없기 때문에 시각적 단서를 제거하여 더 큰 흥분과 기대를 허용한다고 한다. 또한 수반되는 모든 감정적 파급 효과와 함께 복종하는 사람의 신뢰가 필요하다.

## 같이 보기
- 안대
- 차안대